# رودي قليعاني
رودي قليعاني ممثل وممثل صوت لبناني. له العديد من الأعمال التلفزيونية وله مشاركات في دوبلاج الرسوم المتحركة .

## من أعماله

### في السينما
- دخان بلا نار

### أدوار الدبلجة
- ثانوية الاستخبارات - هايمش كامبيل
- البومة - الضفدع
- الطباخ الصغير - ألفريدو لنغويني (النسخة العربية الفصحى)
- تين تايتنز انطلق - كنترول فريك (نسخة إم بي سي 3)
- تمالك نفسك سكوبي دو - فريدي جونز
- مات هاتر - غوميز
- مغامرات سكوبي دو - فريدي جونز
- من ألف ليلة وليلة - مجاد (الصوت الثاني) ، سمير (الصوت الثاني)
- يوسف الصديق - بنيامين

## وصلات خارجية
- رودي قليعاني على موقع قاعدة بيانات الأفلام العربية